# Taxeotis maerens
Taxeotis maerens är en fjärilsart som beskrevs av Turner 1939. Taxeotis maerens ingår i släktet Taxeotis och familjen mätare. Inga underarter finns listade i Catalogue of Life.